# Варваровка (Мединський район)
Варваровка (рос. Варваровка) — присілок в Мединському районі Калузької області Російської Федерації.
Населення становить 206 осіб. Входить до складу муніципального утворення Присілок Варваровка.

## Історія
Від 2004 року входить до складу муніципального утворення Присілок Варваровка.

## Населення
1. Н/Д[2]